# Frank Teubel
Frank Teubel (* 5. September 1958) ist ein ehemaliger deutscher Fußballspieler, der zwischen 1978 und 1983 mit dem 1. FC Lokomotive Leipzig und Chemie Böhlen in der DDR-Oberliga, der höchsten Spielklasse im DDR-Fußball, vertreten war. Er ist mehrfacher Junioren-Nationalspieler.

## Sportliche Laufbahn
Mit acht Jahren wurde Frank Teubel 1966 in die Nachwuchsabteilung des 1. FC Lokomotive Leipzig aufgenommen. Als Juniorenspieler des 1. FC Lok spielte er von 1973 bis 1976 in der Juniorenoberliga und gewann dort 1974 und 1976 die DDR-Meisterschaft. Von 1976 bis 1977 bestritt er 19 Länderspiele mit der DDR-Juniorennationalmannschaft, für die er zwei Tore erzielte. Zur Saison 1978/79 wurde der nur 1,59 m große Teubel als Stürmer in den Kader der Nachwuchsoberliga-Mannschaft aufgenommen, bestritt mit der 1. Mannschaft auch sieben Oberligaspiele, in denen er im Angriff eingesetzt wurde. Er bestritt jedoch nur eine Partie über die volle Länge. Für die Spielzeit 1979/80 rückte er in das Oberliga-Aufgebot auf, kam aber nur am letzten Spieltag für 19 Minuten als Einwechselspieler zum Einsatz.
Mehr Erfolg hatte Teubel 1980/81 als Spieler der Betriebssportgemeinschaft (BSG) Chemie Leipzig. Diese spielte in der zweitklassigen DDR-Liga, in der Teubel in 20 der 22 Punktspiele aufgeboten wurde. Dabei erzielte er sieben Tore und wurde zusammen mit Lutz Eichhorn Torschützenkönig der BSG. Im Mai 1981 wurde er für 18 Monate zum Wehrdienst in der Nationalen Volksarmee eingezogen und spielte während dieser Zeit mit der 2. Mannschaft der Armeesportgemeinschaft (ASG) Vorwärts Dessau in der drittklassigen Bezirksliga Halle.
Nach seiner Entlassung aus dem Wehrdienst schloss sich Teubel im November 1982 dem Oberliga-Aufsteiger Chemie Böhlen an. Auch dort konnte er in der Spitzenliga nicht Fuß fassen und blieb mit vier Kurzzeiteinsätzen nur Ersatzspieler. Nach nur einer Spielzeit stieg Böhlen wieder in die DDR-Liga ab. Obwohl Teubel im Aufgebot der Ligamannschaft stand, kam er 1983/84 in keinem Punktspiel zum Einsatz. Von 1984 bis 1988 spielte er für die BSG Aktivist Borna in der Bezirksliga Leipzig. 1988 wurden die Aktivisten Bezirksmeister und stiegen in die DDR-Liga auf. Mit 26 Einsätzen bei 34 Ligaspielen (die DDR-Liga war von fünf auf zwei Staffeln reduziert worden) gehörte Teubel zum Spielerstamm und erzielte drei Tore. Es reichte nicht zum Klassenerhalt, und es folgte ein weiteres Jahr in der Bezirksliga. Nach einer Saison gelang mit Teubel der Wiederaufstieg in die Zweitklassigkeit. Nach der politischen Wende von 1990 hatte sich die BSG Aktivist in den Bergbau-Sportverein Borna umgewandelt, die bisherige DDR-Liga wurde 1990/91 unter der Bezeichnung NOFV-Liga als Fußball-Oberliga Nordost ausgetragen. Es fanden 30 Ligaspiele statt, von denen Teubel 24 Begegnungen absolvierte, in denen er erneut drei Tore schoss. Anschließend wurde die NOFV-Liga in den Spielbetrieb des DFB eingegliedert und wurde als Fußball-Oberliga Nordost zur drittklassigen Spielklasse. Für den 33-jährigen Teubel endete damit die Fußballkarriere im höheren Ligenbetrieb. Zwischen 1978 und 1991 war er somit auf zwölf Oberligaspiele mit einem Tor und 70 Zweitligaspiele mit 13 Toren gekommen.